# Eugalta santoshae
Eugalta santoshae är en stekelart som beskrevs av Gupta 1980. Eugalta santoshae ingår i släktet Eugalta och familjen brokparasitsteklar. Inga underarter finns listade i Catalogue of Life.